# فمیلی (کانال تلویزیون کانادایی)
فَمیلی یک کانال تلویزیونی کانادایی متعلق به وایلدبرین است. برنامه‌های این کانال برای همهٔ رده‌های سنی مناسب است و برای کودکان، نوجوانان و جوانان برنامه‌های مختلفی پخش می‌کند.همچنین این کانال برنامه های کانال های دیرنی و دیزنی اکس دی و دیرنی جونیور را هم به زبان انگلیسی پخش می کند.